# Chrysalide (album de Patrick Juvet)
 (juillet 2017).
Si vous disposez d'ouvrages ou d'articles de référence ou si vous connaissez des sites web de qualité traitant du thème abordé ici, merci de compléter l'article en donnant les références utiles à sa vérifiabilité et en les liant à la section « Notes et références ».
Albums de Patrick Juvet
Patrick Juvet raconte son rêve : Olympia 73
(1974) Mort ou vif
(1976)
Singles
1. La Chanson des enfants
Sortie : 1974
2. C'est beau la vie
Sortie : 1974

Chrysalide est le troisième album studio du chanteur-compositeur suisse Patrick Juvet, sorti en 1974.
L'album est principalement connu du fait que Patrick Juvet se soit adjoint les services d'un jeune chanteur, auteur et compositeur alors inconnu, Daniel Balavoine, qui coécrit les musiques de trois titres et écrit et compose la chanson Couleurs d'automne, que Balavoine interprète seul sur cet album.
Balavoine reprendra Couleurs d'automne, toutefois amputée de l'introduction de près de 40 secondes jouée à l'orgue électrique, pour son premier album De vous à elle en passant par moi.

## Liste des titres
Tous les titres ont été composés par Patrick Juvet, sauf la piste A3, composée par Daniel Balavoine. Les textes sont de Juvet (A2, B1), de Balavoine (A1, A3, B2 et B3) et de Andy Scott (A4).
| A1. | La Chanson des enfants                            | 4:38 |
| A2. | C'est beau la vie                                 | 3:01 |
| A3. | Couleurs d'automne (chantée par Daniel Balavoine) | 5:14 |
| A4. | Rock City                                         | 6:39 |

| B1. | Nama               | 3:46 |
| B2. | Les Voix de Harlem | 6:42 |
| B3. | Hopman             | 5:19 |
| B4. | Chrysalide         | 7:44 |

## Crédits
- Patrick Juvet : chant, composition, direction artistique
- Daniel Balavoine : chant, chœurs, composition
- Bernard Serre : basse
- Shérif Amara : batterie
- Marc Chantereau : percussions
- Jean-Pierre Caillot, Patrick Dulphy : guitares
- Arthur Young, Leroy Gomes, Ronnie James : cuivres
- Jean-Hervé Limeretz, Paul-Jean Borowsky : piano
- Guy Lecouty : saxophone